# Droga publiczna
Droga publiczna – oznacza drogę ogólnego użytku publicznego, taką jak droga lokalna, regionalna lub krajowa, droga główna, ekspresowa lub autostrada.

## Drogi publiczne w Polsce
Droga publiczna to w Polsce droga zaliczona do jednej z kategorii dróg na podstawie ustawy z dnia 21 marca 1985 roku o drogach publicznych (Dz.U. z 2025 r. poz. 889), z której może korzystać każdy, zgodnie z jej przeznaczeniem, z ograniczeniami i wyjątkami określonymi w tej ustawie lub innych przepisach szczególnych.
Nie każda droga w Polsce jest zatem drogą publiczną. By się taką stała, musi posiadać status drogi publicznej, który uzyskuje poprzez nadanie jej odpowiedniej kategorii.
Według stanu na dzień 31 grudnia 2018 ogólna długość dróg publicznych w Polsce wynosiła 424 563 km, w tym długość dróg publicznych o utwardzonej nawierzchni wynosiła 304 tys. km.
95,4 proc. dróg – 405 160,80 km jest zarządzanych przez jednostki samorządu terytorialnego:
- wojewódzkie – 28 924 km,
- powiatowe – 124 572 km,
- gminne – 251 664 km.

### Podział dróg publicznych
Drogi publiczne ze względu na funkcje w sieci drogowej dzielą się na następujące kategorie: drogi krajowe, drogi wojewódzkie, drogi powiatowe i drogi gminne.
| Kategoria drogi | Zarządca drogi                                 | Zarządca ruchu                                 | Własność              | Zaliczenie do właściwej kategorii      | Nadanie numeru drogi                          |
| --- | ---------------------------------------------- | ---------------------------------------------- | --------------------- | -------------------------------------- | --------------------------------------------- |
| Gminna | wójt (burmistrz, prezydent miasta)1            | starosta²                                      | samorządu gminy       | uchwała rady gminy                     | zarząd województwa                            |
| Powiatowa | zarząd powiatu1                                | starosta²                                      | samorządu powiatu     | uchwała rady powiatu                   | zarząd województwa                            |
| Wojewódzka | zarząd województwa1                            | marszałek województwa²                         | samorządu województwa | uchwała sejmiku województwa            | Generalny Dyrektor Dróg Krajowych i Autostrad |
| Krajowa | Generalny Dyrektor Dróg Krajowych i Autostrad1 | Generalny Dyrektor Dróg Krajowych i Autostrad² | Skarbu Państwa        | rozporządzenie Ministra Infrastruktury | Generalny Dyrektor Dróg Krajowych i Autostrad |
| 1 W granicach miast na prawach powiatu zarządcą wszystkich dróg publicznych, z wyjątkiem autostrad i dróg ekspresowych, jest prezydent miasta. 2 Prezydent miasta zarządza ruchem na drogach publicznych położonych w miastach na prawach powiatu, z wyjątkiem autostrad i dróg ekspresowych. |                                                |                                                |                       |                                        |                                               |

Zarządcy dróg publicznych oraz zarządzający ruchem na nich. Opracowano na podstawie ustawy o drogach publicznych oraz ustawy Prawo o ruchu drogowym (Dz.U. z 2022 r. poz. 988, z późn. zm.).
Drogi publiczne ze względu na stopień dostępności i obsługi przyległego terenu dzielą się na:
1. drogi ogólnodostępne
2. drogi o ograniczonej dostępności – autostrady i drogi ekspresowe